# 德拉欽齊
48°18′59″N 25°42′1″E / 48.31639°N 25.70028°E
德拉欽齊（烏克蘭語：Драчинці）是位於烏克蘭西南部的村莊，由切爾諾夫策州切爾諾夫策區的馬馬伊夫齊市鎮負責管轄。該村處於格利尼齊亞河畔，始建於1459年，面積9平方公里，海拔高度204米，2001年人口2,324。